# Liesbeth Spies
Jantje Wilhelmina Elisabeth (Liesbeth) Spies (Alphen aan den Rijn, 6 april 1966) is een Nederlands politica en bestuurster. Ze is lid van het CDA.

## Studie en loopbaan
Spies studeerde van 1984 tot 1990 staatsrecht en vrije doctoraal met hoofdvak economie aan de Universiteit Leiden. In haar studententijd was ze preses van het dispuut Res Publica. Van 1990 tot 1994 was ze (senior-)adviseur en projectleider bij Research voor Beleid BV te Leiden. Vervolgens werkte ze bij de provincie Zuid-Holland, van 1994 tot 1998 als secretaris en waarnemend hoofd projectbureau bij IPO (Interprovinciaal Overleg), daarna tot maart 2002 als hoofd bureau coördinatie milieu en ruimtelijke ordening en programmanager voor uitvoering beleidsplan milieu en water, en ten slotte gedurende twee maanden als hoofd van de afdeling Handhaving.

## Tweede Kamerlid
Op 23 mei 2002 trad ze toe tot de Tweede Kamer, waar ze zich bezighield met bestuurlijke organisatie, staatkundige vernieuwing, grondwetszaken en milieubeleid. Vanaf 25 juli 2002 was ze geruime tijd lid van het CDA-fractiebestuur. Ze was vanuit de fractie contactpersoon voor het Steenkamp-instituut en bestuurdersvereniging en voor het landsdeel 'West' en equipeleider van de Zuid-Hollandse Kamerleden. Ze is voorzitter geweest van de Alphense CDJA-kern en van de programmacommissie in Alphen aan den Rijn voor de gemeenteraadsverkiezingen van 2002. Tussen 2007 en 2010 was zij vice-fractievoorzitter van het CDA in de Tweede Kamer.

## Partijvoorzitter en gedeputeerde
Op 1 november 2010 werd Spies waarnemend partijvoorzitter van het CDA. Ze volgde Henk Bleker op, die tot staatssecretaris van Economische Zaken, Landbouw en Innovatie werd benoemd in het kabinet-Rutte I. Spies bleef voorzitter tot het CDA-congres van 2 april 2011, toen Ruth Peetoom het van haar overnam. Spies was korte tijd Statenlid van Zuid-Holland totdat ze er 27 april van dat jaar gedeputeerde werd. Ton van der Stoep volgde haar op die dag op als Statenlid. Op 16 december 2011 trad zij af in verband met haar benoeming tot minister.

## Minister van BZK

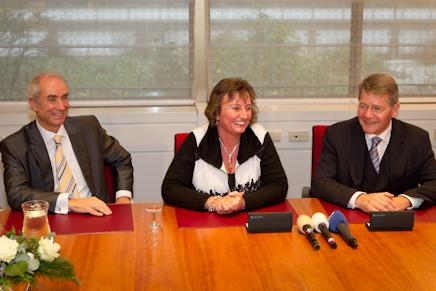
Leers, Spies en Donner bij de overdracht op 16 december 2011

Liesbeth Spies was vanaf 16 december 2011 minister van Binnenlandse Zaken en Koninkrijksrelaties. Ze volgde Piet Hein Donner op, die in februari 2012 vicepresident van de Raad van State werd. Na de val van het kabinet-Rutte I stelde Spies zich verkiesbaar voor de lijsttrekkerschapverkiezing van het CDA. Ze werd met 3,7% van de stemmen niet gekozen. Ze besloot zich niet verkiesbaar te stellen voor de Tweede Kamerverkiezingen van 2012. Na de verkiezingen en de vorming van het kabinet-Rutte II werd Spies als minister opgevolgd door Ronald Plasterk.

## Burgemeester
Van juli tot december 2014 was zij waarnemend burgemeester van Stichtse Vecht. Op 15 december 2014 werd Spies burgemeester van Alphen aan den Rijn. Ze kreeg openbare orde, veiligheid & handhaving, integriteit en dienstverlening in haar portefeuille. Spies werd op 29 maart 2017 verkozen tot voorzitter van het Nederlands Genootschap van Burgemeesters (NGB) en in 2021 herbenoemd voor een tweede termijn. Op 3 september 2020 heeft de gemeenteraad van de gemeente Alphen aan den Rijn Spies voorgedragen voor een tweede termijn als burgemeester. Op 15 december van dat jaar werd zij hiervoor geïnstalleerd. Spies werd -naast haar nevenfuncties ambtshalve- voorzitter van de raad van toezicht van Reclassering Nederland. Per 20 januari 2025 stopte Spies als burgemeester van Alphen aan den Rijn. Op 14 januari van dat jaar nam zij tijdens een bijzondere raadsvergadering afscheid en werd zij benoemd tot ridder in de Orde van Oranje-Nassau en tot ereburger van Alphen aan den Rijn.
In november 2019 werd bekend dat Spies betalingen, die zij had ontvangen uit drie betaalde bijbanen, niet volledig had gestort in de gemeentekas. Dit is wel vereist op basis van de in 2014 opgestelde gedragscode van de gemeente Alphen aan den Rijn. Zij zegt zich in plaats daarvan gehouden te hebben aan de landelijke Gemeentewet-richtlijn voor burgemeesters. De gemeenteraad heeft tijdens een debat geconcludeerd dat de gedragscode juridisch niet houdbaar is en aangepast moet worden. Bestuurders zijn niet verplicht om meer af te dragen dan de wet bepaalt.

## Voorzitter van Aedes
Op 11 november 2024 werd Spies voorgedragen en op 21 november van dat jaar benoemd tot voorzitter van de branchevereniging Aedes, de brancheorganisatie voor woningcorporaties. Op 1 februari 2025 is zij begonnen.

## Persoonlijk
Spies is getrouwd en heeft twee dochters. Ze is protestants.
- Gemeinsame Normdatei: 1147201730
- Parlement.com: vg9fgopzd4y5
- Virtual International Authority File: 3083151247940944270004